# Ichihashi Tokizō
Ichihashi Tokizō (jap. 市橋 時蔵; * 9. Juni 1909; † unbekannt) war ein japanischer Fußballspieler.

## Nationalmannschaft
1930 debütierte Ichihashi für die japanische Fußballnationalmannschaft. Ichihashi bestritt zwei Länderspiele und erzielte dabei ein Tor. Mit der japanischen Nationalmannschaft qualifizierte er sich für die Far Eastern Championship Games 1930.